# Sociedad Asiática de Bangladés

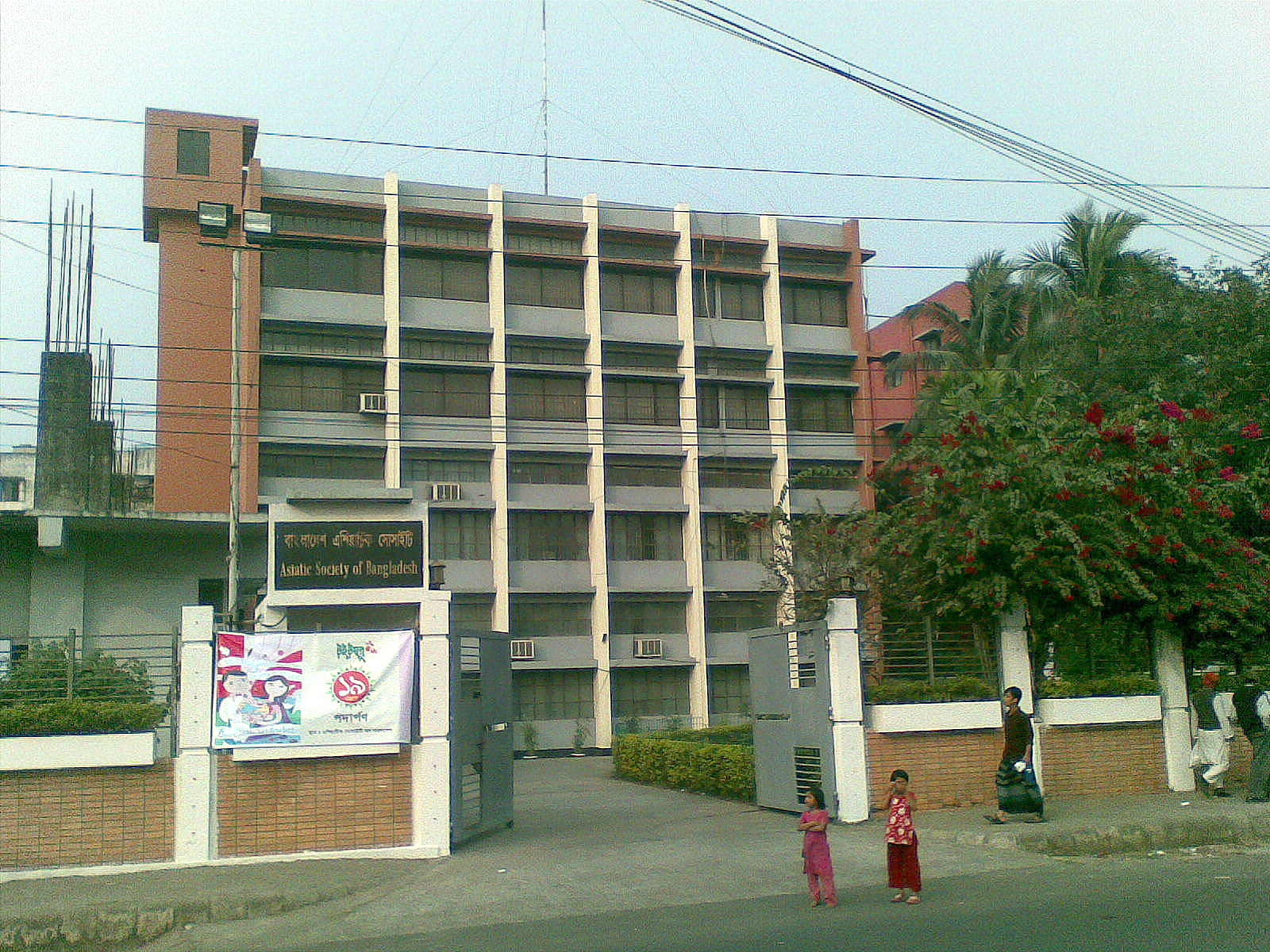
Sociedad Asiática de Bangladés, Nimtali, Daca, Bangladés.

La Sociedad Asiática de Bangladés (en Bengalí: বাংলাদেশ এশিয়াটিক সোসাইটি, en Inglés: Asiatic Society of Bangladesh) se estableció como la Sociedad Asiática de Pakistán en Daca en 1952, y cambió su nombre en 1972, Ahmed Hasan Dani, un destacado historiador y arqueólogo de Pakistán jugó un papel importante en la fundación de esta sociedad. Fue asistido por Muhammad Shahidullah, un lingüista bengalí. La sociedad se encuentra en Nimtali, parte de la antigua Daca.